# シーユー
シーユー（タイ語: ซีอิ๊ว, ラテン文字転写: sii-íu）は、タイの大豆を原料とした液体調味料。ソイソースの一種である。潮州語の「豉油」（si7 iu5）に由来する。

## 種類とブランド
シーユーは下記の4種類に分類される。

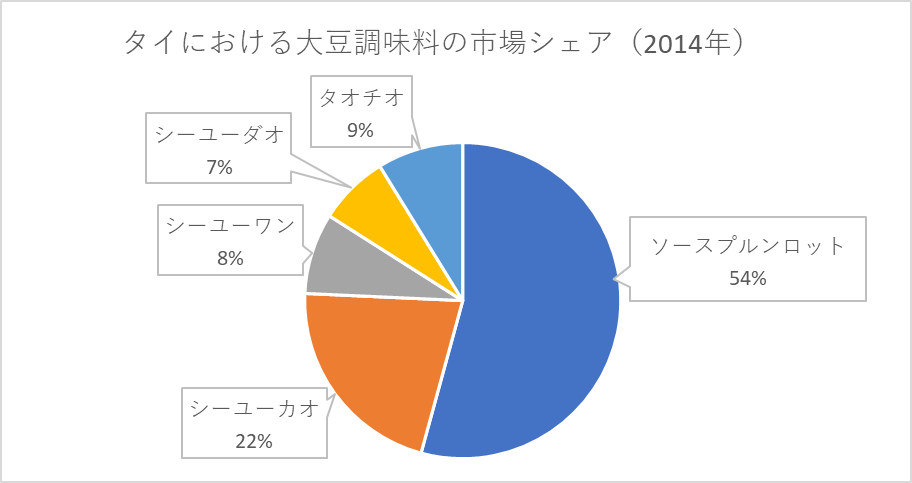
タイにおける大豆調味料の市場シェア

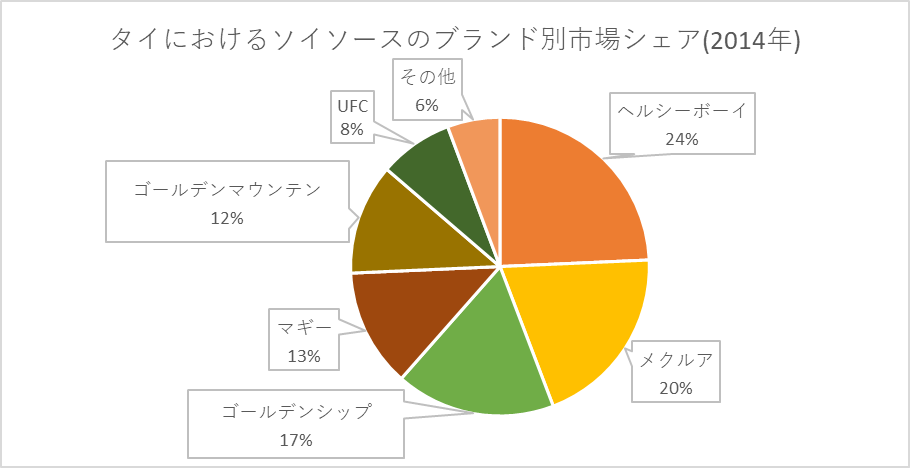
タイにおける醤油のブランド別シェア

- ライト：シーユーカオ（Sii-íu kǎao, 泰: ซีอิ๊วขาว）と呼ばれ、「白いソイソース」を意味する。他のタイプのシーユーのベースとなる。
- ソルトダーク：シーユーダムケム（sii-íu dam khem）と呼ばれ、「塩味の黒いソイソース」を意味する。甘味が少なく、市場シェアは非常に低い。シーユーカオの発酵を進めて作る。
- ダーク：シーユーダム（sii-íu dam, 泰: ซีอิ๊วดำ）と呼ばれ、「黒いソイソース」を意味する。軽いなシーユーカオに甘味料などを加えて味や粘性を調整する。
- スイート：シーユーワン（sii-íu wǎan, 泰: ซีอิ๊วหวาน）と呼ばれ、「甘いソイソース」を意味する。主原料の廃糖蜜にシーユーカオを加えて作り、甘味付けなどに使われる。

この中では、シーユーカオが最もよく使われている。

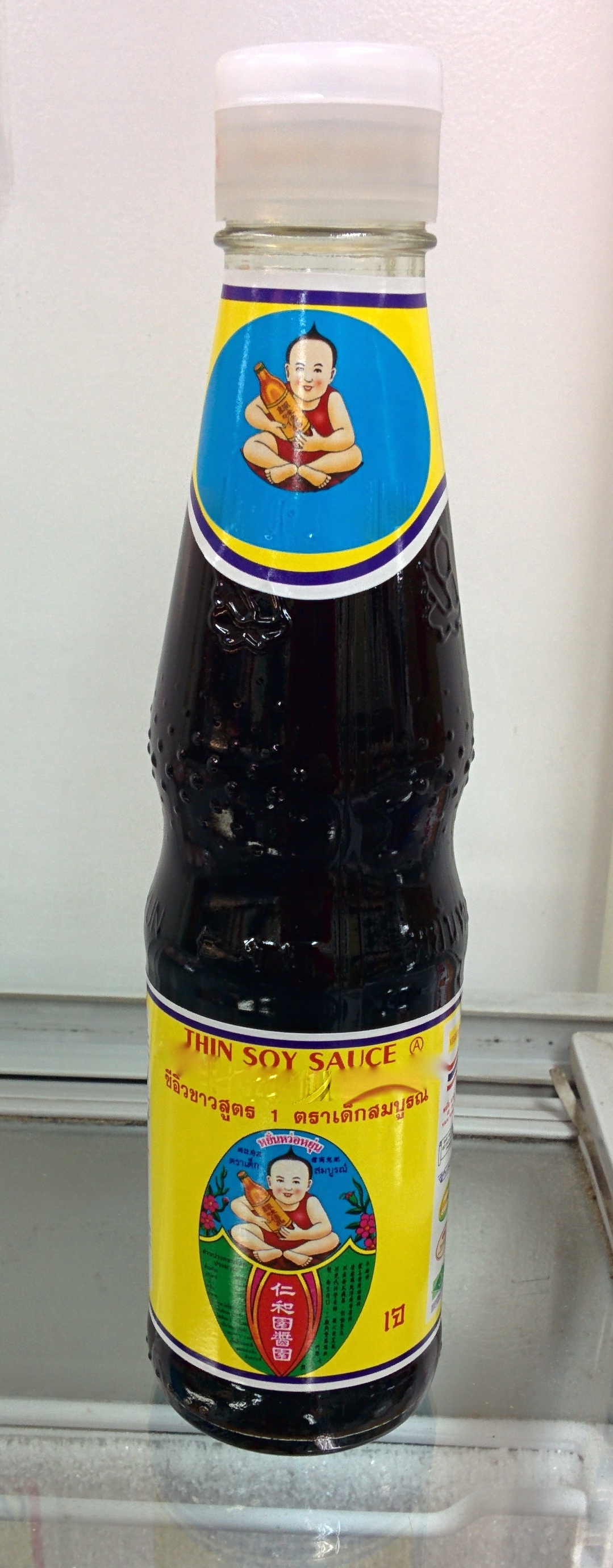
シーユーカオ
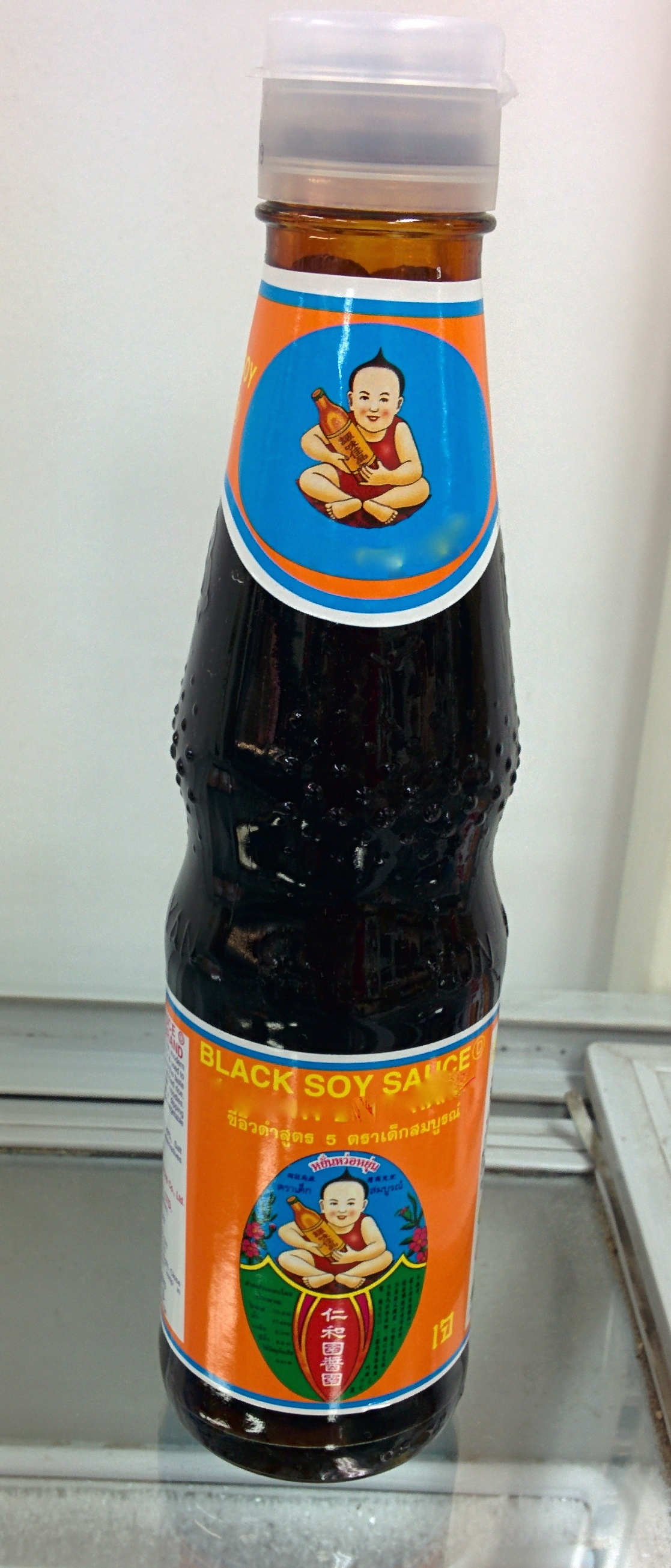
シーユーダム

タイにおけるソイソースは、自然発酵によって作るシーユーの他に、大豆の酸加水分解によって作るソースプルンロット（Soos Prung Rot）、この両者を組み合わせた半化学的製法のシンシキショーユがある。ソースプルンロットにはヤン・ウォー・ユンのヘルシーボーイやネスレのマギーソースなどがあり、シーユーより安価なこともあって市場シェアは高い。シンシキショーユは日本語が語源となっているが、日本農林規格の新式醸造（混合醸造方式）とは作り方がやや異なり、2014年の段階では生産は実験段階となっている。
ソースプルンロットや、大豆ペーストであるタオチオ（Taochiao）なども含めたソイソースの、2014年におけるタイプ別およびブランド別市場シェアは右図の通りとなる。ソイソースでは、下記の6社の6ブランドが全体の94%以上を占めている。（ヘルシーボーイなど、同一ブランドでシーユーカオ、シーユーダム、ソースプルンロットなどを出しているものもある。）
- ヤン・ウォー・ユン：ヘルシーボーイ
- トラ・メクルア：メクルア
- グアン・チャン・フード：ゴールデンシップ
- ネスレ：マギー
- タイ・ティパロス・フード：ゴールデンマウンテン
- ユニバーサルフードPCL：UFC

特にグアン・チャン・フードとヤン・ウォー・ユンは早くから日本や台湾のソイソース製造装置を輸入し、20世紀末には両社で約50％の市場シェアを占めていた。このほか、タイでチェーン店を展開している8番らーめんの影響などもあって日本メーカーの醤油も販売されているが、市場シェアは1%未満である。

## 製法
伝統的な製法では、主原料である大豆を1-2時間ほど浸水させ、17時間ほどかけて煮る。煮た大豆を小麦粉（または米粉）と7:1の比率で混合して初期水分量を55 wt%に調整する。ここに発酵のスターターとして既存のシーユーから採取したニホンコウジカビの株を加え、40-48時間ほど発酵させる。
発酵した麹と塩分濃度22-25%の食塩水を甕に入れ、塩分濃度が18-21％となるようにする。このもろみを攪拌し、酵母Saccharomycopsis rouxiiにより3-6カ月さらに発酵させたのち、液体部分を分離・ろ過したものがシーユーカオとなる。また、残った固形分は大豆ペーストのタオチオ（Taochiao）となる。
現代的な製法では原料の大豆を圧力釜で熱処理し、加水分解のための時間が2.5時間に短縮され、最終的な水溶性タンパク質の含有量も増加している。また、スターターとしてコウジカビを使用して醗酵室の温度や湿度も管理することで、発酵がより安定するようになった。

## 用途
タイ料理を構成する味の要素としては「酸味、甘味、塩味、油脂味、辛味」の5つと香りがあるとされ、うま味や苦味は重視されない。このため、シーユーにもうま味はあまり求められず、香りを加えて他の調味料のバランスを整える役割を担うことが多い。
シーユーを用いる代表的なタイ料理としては、たとえばパッタイの味付けにナンプラーとともに使用される。中華系のグンオップウンセン（エビと春雨の炒め物）やパックブンファイデーン（空心菜炒め）などの料理では、オイスターソースと合わせて使われている。
パッタイ以外の麺料理ではクァイティオを炒めたパッシーイウや、汁麺にしたクァイティオ・ナームなどの味付けに使われる。また、ソルトダークタイプのシーユーダムケムは、特にパットガパオなどに用いられる。

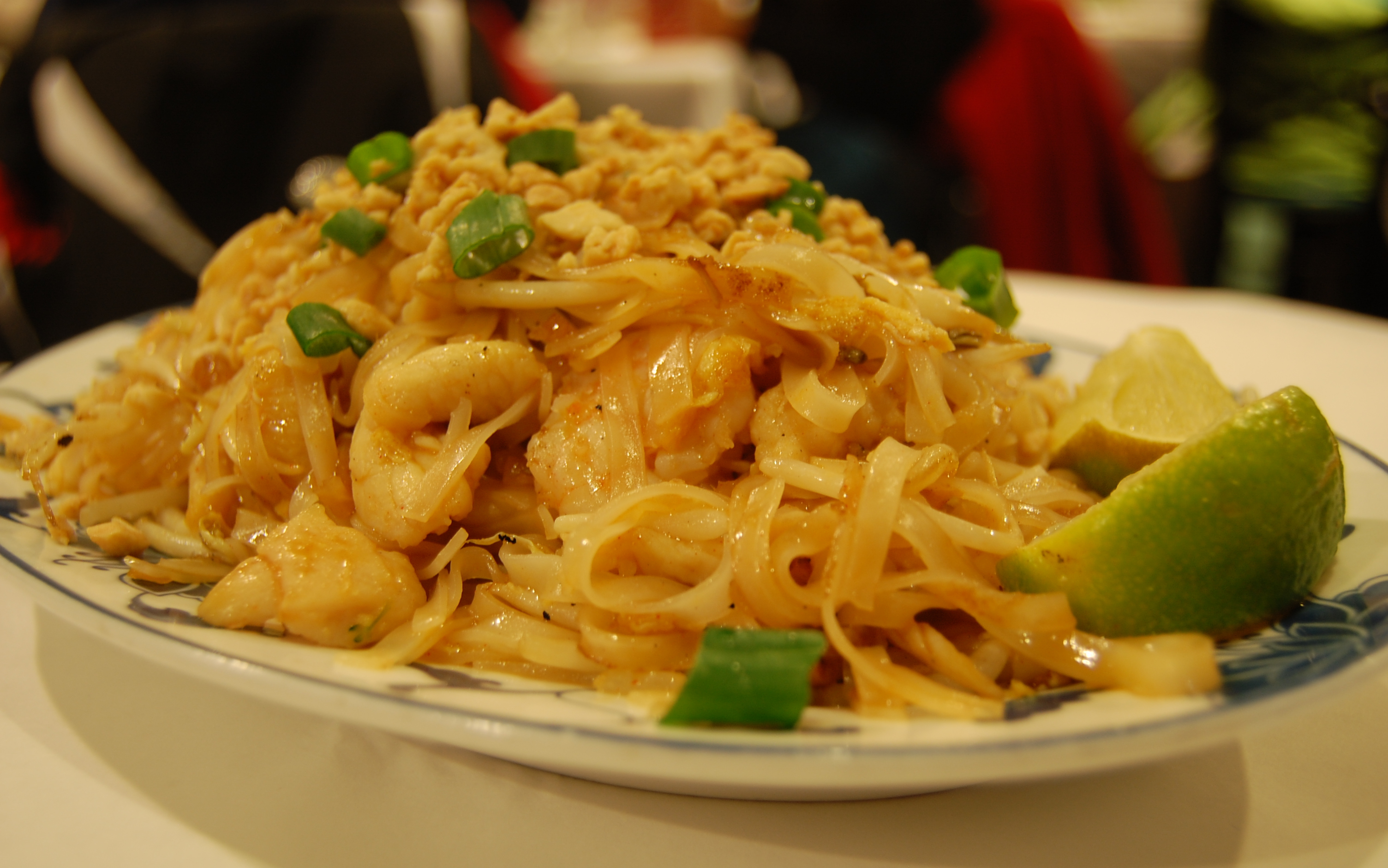
パッタイ
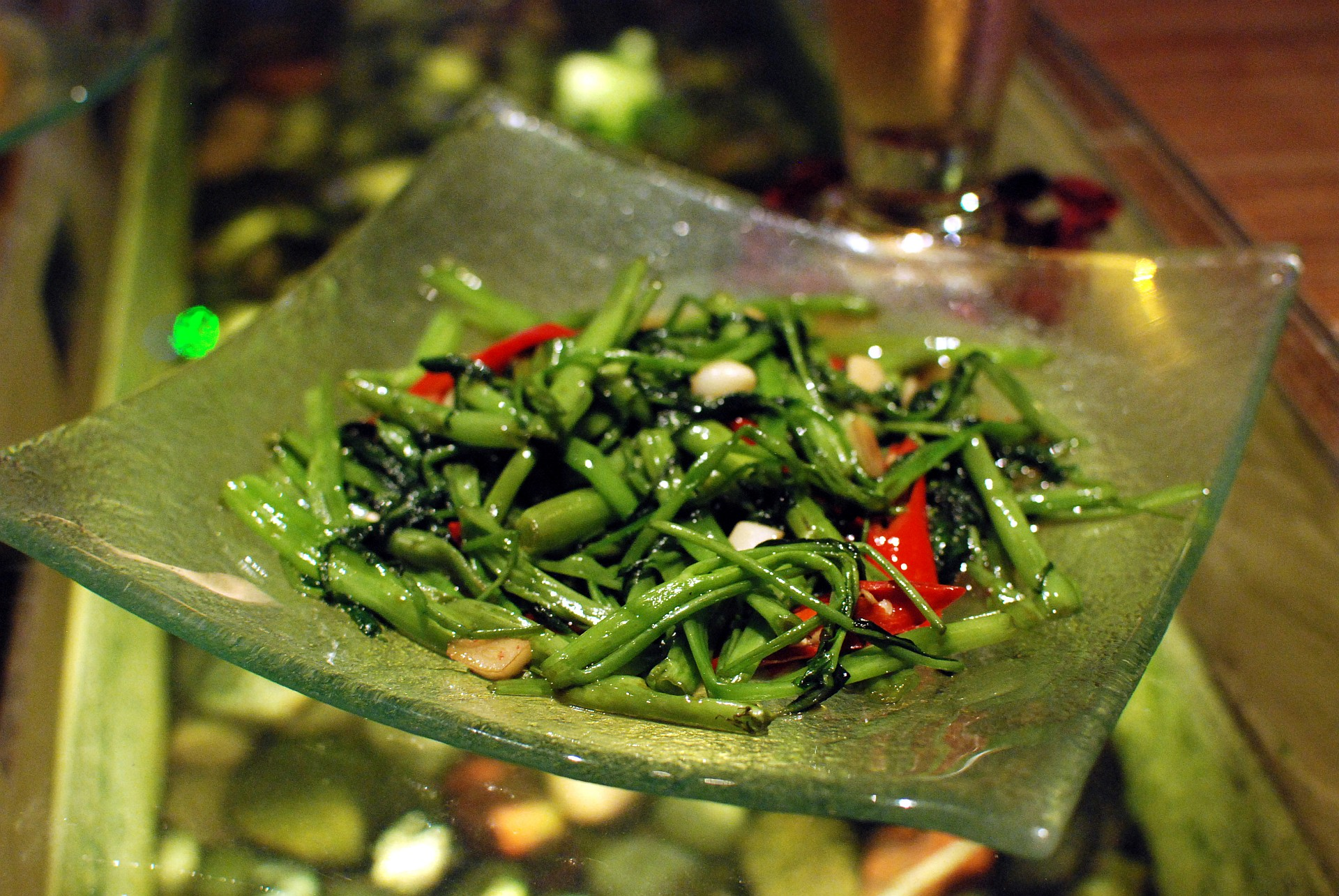
パックブンファイデーン
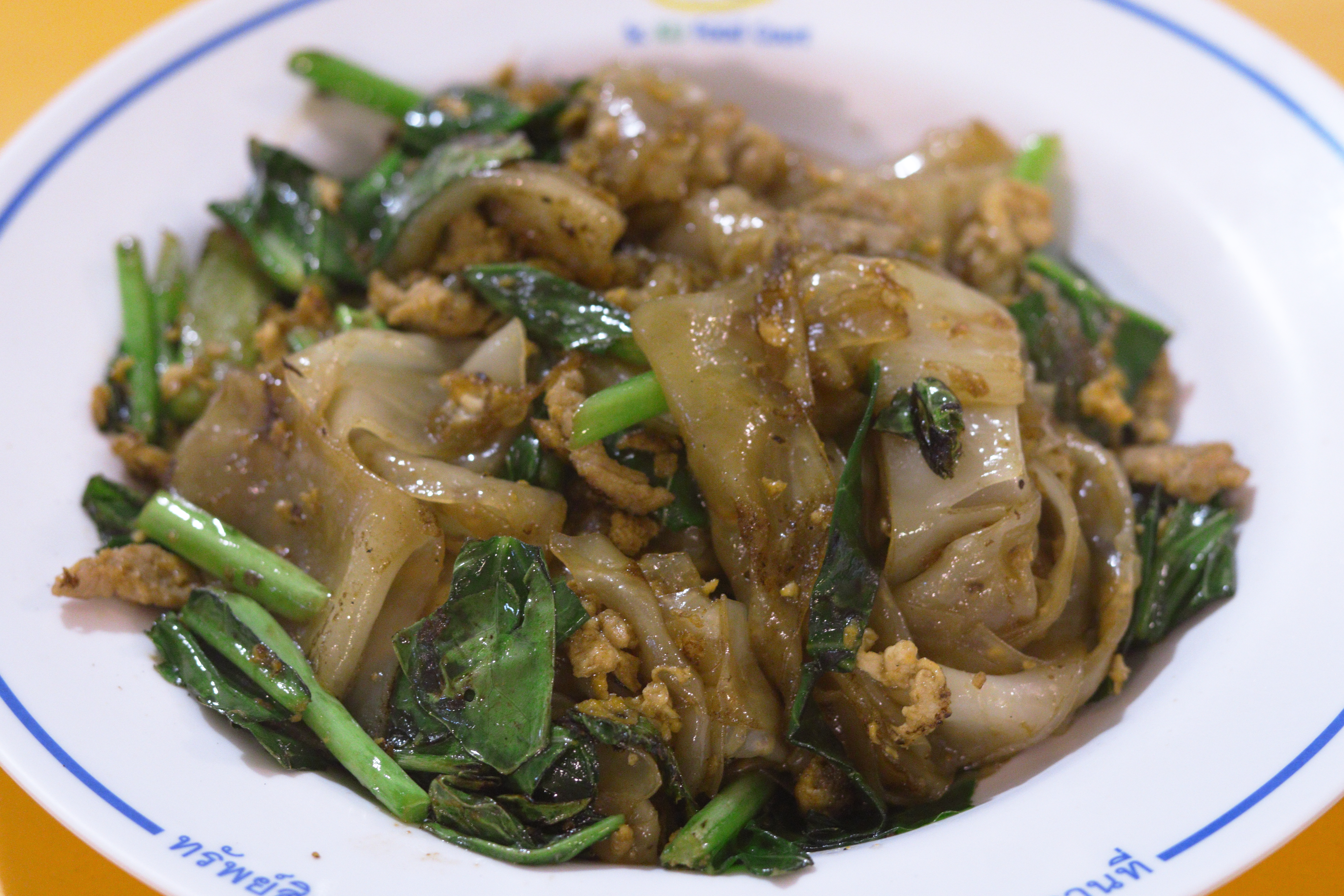
パッシーイウ
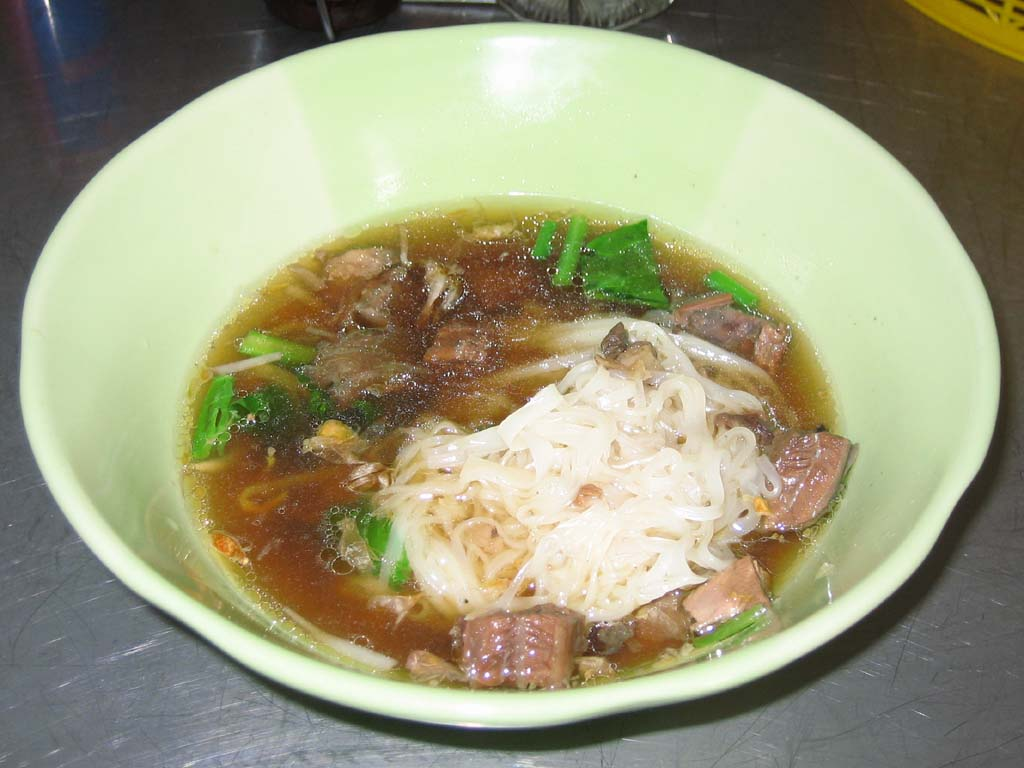
クァイティオ・ナーム